# Сомсон Йоганнес Гансович
Йоганнес Гансович Сомсон (1912, селище Цінтенгоф Перновського повіту Ліфляндської губернії, тепер місто Сінді повіту Пярнумаа, Естонія — ?) — радянський естонський діяч, робітник-ткач, голова фабзавкому текстильної фабрики міста Сінді Естонської РСР. Депутат Верховної Ради СРСР 1-го скликання (1941—1946).

## Життєпис
Народився в родині робітника. З 1919 року навчався в Сіндіському початковому училищі, закінчив чотири класи початкової школи. Після закінчення школи працював за наймом.
У 1925—1941 роках — учень, робітник-ткач текстильної фабрики міста Сінді в Естонії. У 1940—1941 роках — голова фабричного заводського комітету текстильної фабрики міста Сінді Естонської РСР. Один із організаторів соціалістичного змагання на фабриці.
Подальша доля невідома.